# Miguel Ângelo Marques Granja
Miguel Ângelo Marques Granja, meglio noto come Bura (Matosinhos, 17 dicembre 1988), è un calciatore portoghese, difensore dell'Oliveirense.

## Carriera

### Club

#### Porto e i vari prestiti
Miguel Ângelo Marques Granja, conosciuto come Bura, è nato a Matosinhos, nell'area metropolitana di Oporto, e comincia a giocare a calcio nel 2002 al Leixões. Dopo due anni nell'Infesta, nel 2006, a 17 anni, viene prelevato dal Porto che lo aggrega tra le sue giovanili. Con la prima squadra dei Dragões però non scenderà mai in campo, venendo prestato in molte altre compagini portoghesi. Nella stagione 2007-2008 Bura si trasferisce nella prima parte della stagione al Ribeirão, in terza divisione, nella seconda alla Portimonense.
Nel 2008-2009 passa metà annata al Covilhã, mentre da gennaio a maggio 2009 è al Gil Vicente. Dopo un'altra esperienza temporanea al Penafiel, il 5 luglio 2010 Bura viene prestato al Paços Ferreira, per la stagione 2010-2011. Ha collezionato 15 presenze, ma non ha giocato la finale della Coppa di Portogallo 2010-2011 contro il Benfica, persa 1-2, allo Stadio Città di Coimbra.

#### Beira-Mar
Bura rescinde il contratto col Porto nell'agosto 2011 e firma per il Beira-Mar, con cui disputa due stagioni in Primeira Liga. Alla fine, in due annate, risulta essere presente in 29 incontri.

#### Chaves e Penafiel
Nel luglio 2013 Bura si aggrega al Chaves, appena promosso in seconda serie. A fine stagione, terminata con l'ottavo posto, il giocatore non rinnova il contratto e si accasa al Penafiel, in Primeira Liga, con cui però retrocede in cadetteria a fine annata 2014-2015.

#### Académico de Viseu
Nel luglio 2015 firma un contratto triennale con l'Académico de Viseu. Nel corso della stagione 2016-2017, la sua seconda a Viseu, raggiunge il suo massimo di segnature (12 reti), tra cui una doppietta nel match pareggiato 3-3 il 16 novembre 2016 in casa dell'União Madeira. Dopo un'altra stagione all'Académico, abbandona il club dopo aver collezionato più di cento presenze in campionato e ventuno reti complessive.

#### Ritorni al Leixões e al Chaves
Il 1º giugno 2018 Bura torna dopo quattordici anni al Leixões, espressione calcistica della sua città natale (Matosinhos) e vi rimane per due anni prima di fare ritorno al Chaves per la stagione 2020-2021.

### Nazionale
Bura ha raccolto 38 apparizioni totali nelle nazionali giovanili del Portogallo, dall'under-18 all'under-23. Ha fatto parte della selezione under-19 agli Europei 2007 in Austria e in tale manifestazione ha marcato la rete nella vittoria per 2-0 contro i padroni di casa. Il successo non ha evitato però l'eliminazione dei lusitani dal torneo continentale.